# Leucopis grunini
Leucopis grunini är en tvåvingeart som beskrevs av Tanasijtshuk 1979. Leucopis grunini ingår i släktet Leucopis och familjen markflugor. Inga underarter finns listade i Catalogue of Life.